# Allocosa furtiva
Allocosa furtiva là một loài nhện trong họ wolfspinnen (Lycosidae).
Loài này thuộc chi Allocosa. Allocosa furtiva được Willis J. Gertsch miêu tả năm 1934.